# Benedetto Castelli
Benedetto Castelli, nacido Antonio Castelli (Brescia, 1577 - Roma, 9 de abril de 1643), fue un monje, matemático y físico italiano.

## Biografía
Nació en Brescia en 1577. Estudió en la Universidad de Padua y luego se convirtió en monje del monasterio benedictino de Monte Cassino.
Era discípulo de Galileo Galilei, y a su vez maestro del hijo de Galileo. Ayudó a Galileo en el estudio de las manchas solares y participó en el examen de las teorías de Nicolás Copérnico. Fue designado como profesor de matemática en la Universidad de Pisa, en sustitución de Galileo, y más tarde en la Universidad de Roma La Sapienza. Murió en Roma el 9 de abril de 1643.
Sus estudiantes incluyeron Giovanni Alfonso Borelli y a Evangelista Torricelli, inventor del barómetro y un autor temprano de la bomba de aire. Ayudó a Gasparo Berti para una cátedra de matemáticas en la Sapienza. Berti iba a ser su sucesor en la universidad como maestro, pero murió antes de que pudiera ocupar el puesto.

### Trabajos

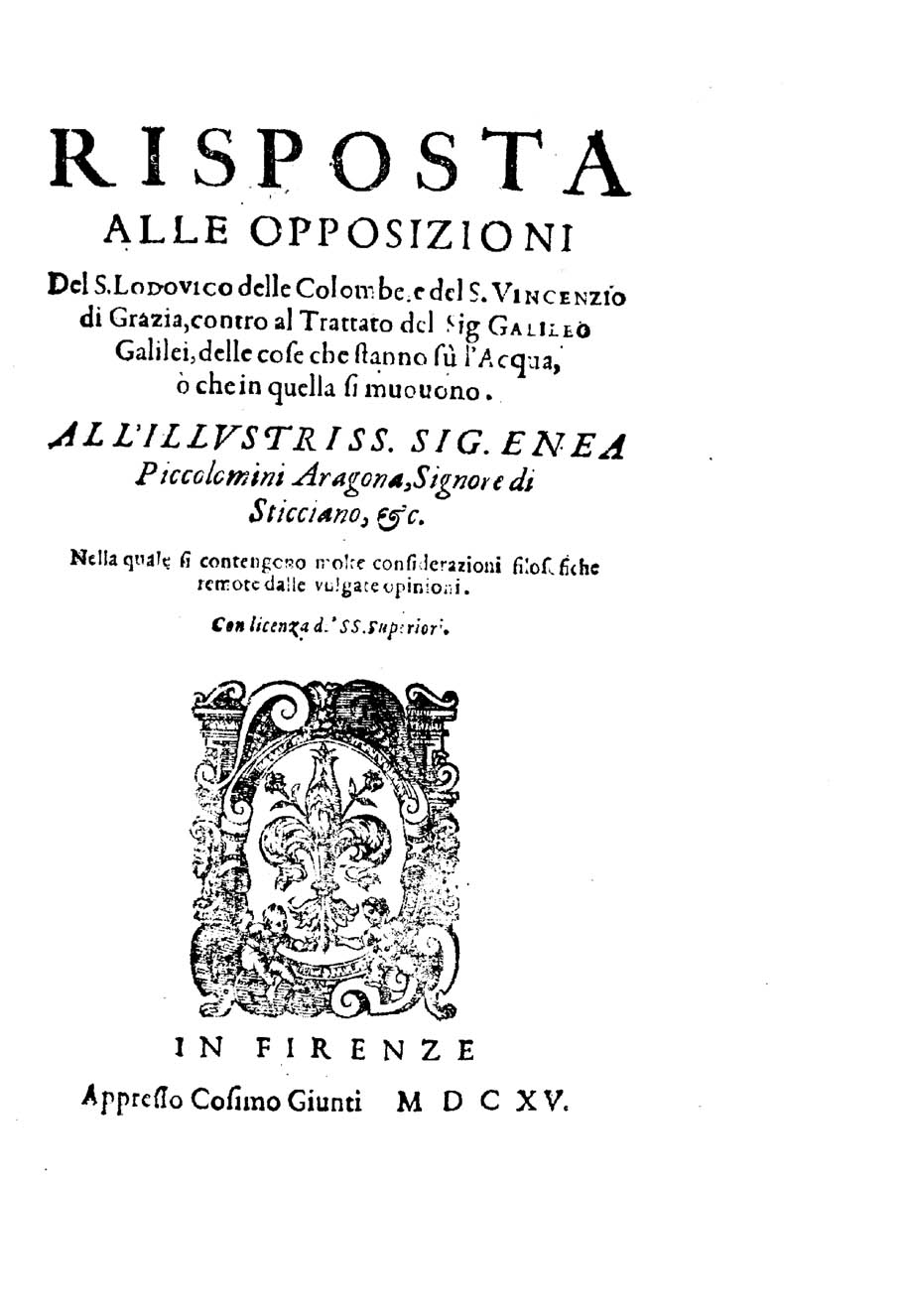
Risposta alle opposizioni

Publicó La medida de agua corriente, un importante trabajo sobre los fluidos en movimiento.
Dedicó dos de sus publicaciones para "el Príncipe más ilustre, y más excelente", Taddeo Barberini, sobrino del Papa Urbano VIII. En realidad, tomó el apellido Barberini y se había nombrado a sí mismo "Príncipe" de Palestrina, fue "ilustre" porque había amasado una gran fortuna durante el reinado de su tío como Papa.